# César Velásquez
César Alfredo Velázquez Cuenca (Asunción, 16 settembre 1972) è un ex calciatore paraguaiano, di ruolo portiere.

## Carriera

### Club
Ha giocato nel campionato paraguaiano, argentino, colombiano, cileno e messicano.

### Nazionale
Con la nazionale paraguaiana ha disputato la sua unica partita nel 1996.

## Palmarès

### Club

#### Competizioni nazionali
- Campionato argentino: 1

Independiente: Clausura 1994
- Campionato messicano: 1

Pachuca: Clausura 2006

#### Competizioni internazionali
- Coppa Sudamericana: 1

Pachuca: 2006
- Recopa Sudamericana: 1

Independiente: 1995
- Supercoppa Sudamericana: 2

Independiente: 1994, 1995